# Itege
Itege (amharisch እቴጌ) ist der Titel der Ehefrau des Negus Negest (Kaisers) von Äthiopien nach ihrer Krönung zur Kaiserin von Äthiopien und etwa gleichbedeutend mit Kaiserliche Hoheit. Mitunter wurde die Kurzform Ite auch von den nächsten Verwandten des regierenden Kaisers verwendet.